# Paget-Karzinom
Das Paget-Karzinom, auch Paget-Krebs, Paget-Krankheit, Morbus Paget der Mamille oder seltener Morbus Paget der Vulva, ist eine sehr seltene Krebsform im Bereich der Brustwarze und seltener an anderen Lokalisationen. Fast immer sind Frauen betroffen. Die Erkrankung geht zumeist von einem tiefer liegenden duktalen Karzinom in situ (2/3 der Fälle) oder einem duktalen Mammakarzinom aus. Liegt kein anderes Karzinom zugrunde, wird von einem isolierten Paget-Karzinom gesprochen.

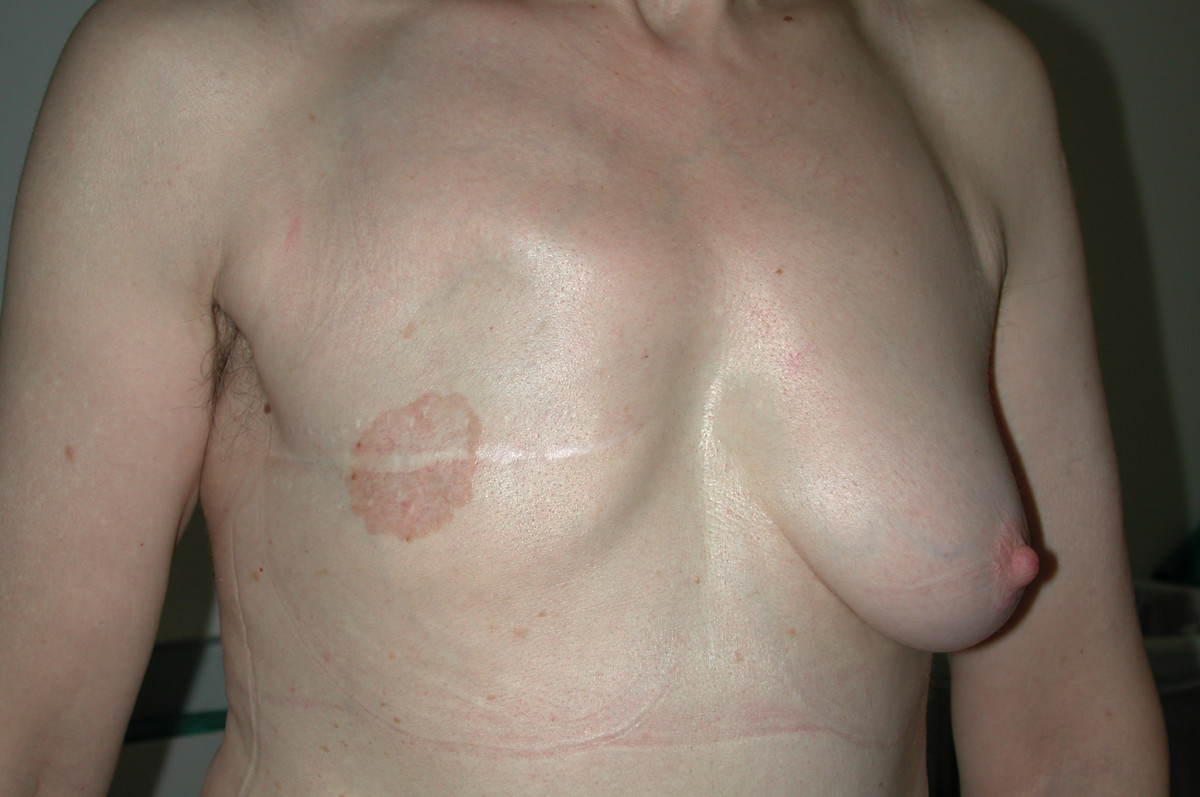
Paget-Karzinom auf der rechten Brust einer Patientin. Die Brust wurde einige Jahre zuvor mastektomiert.

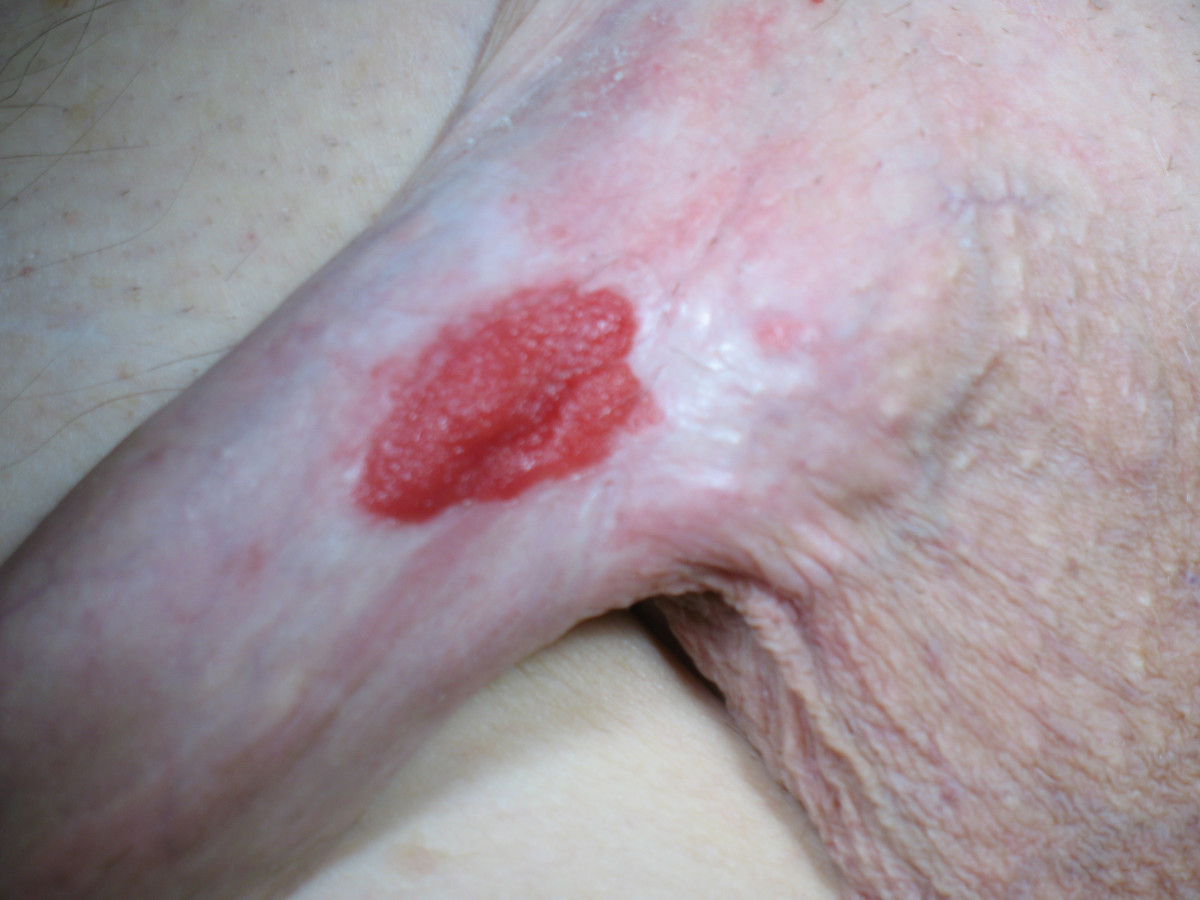
Paget-Karzinom am Penis eines 87-Jährigen.

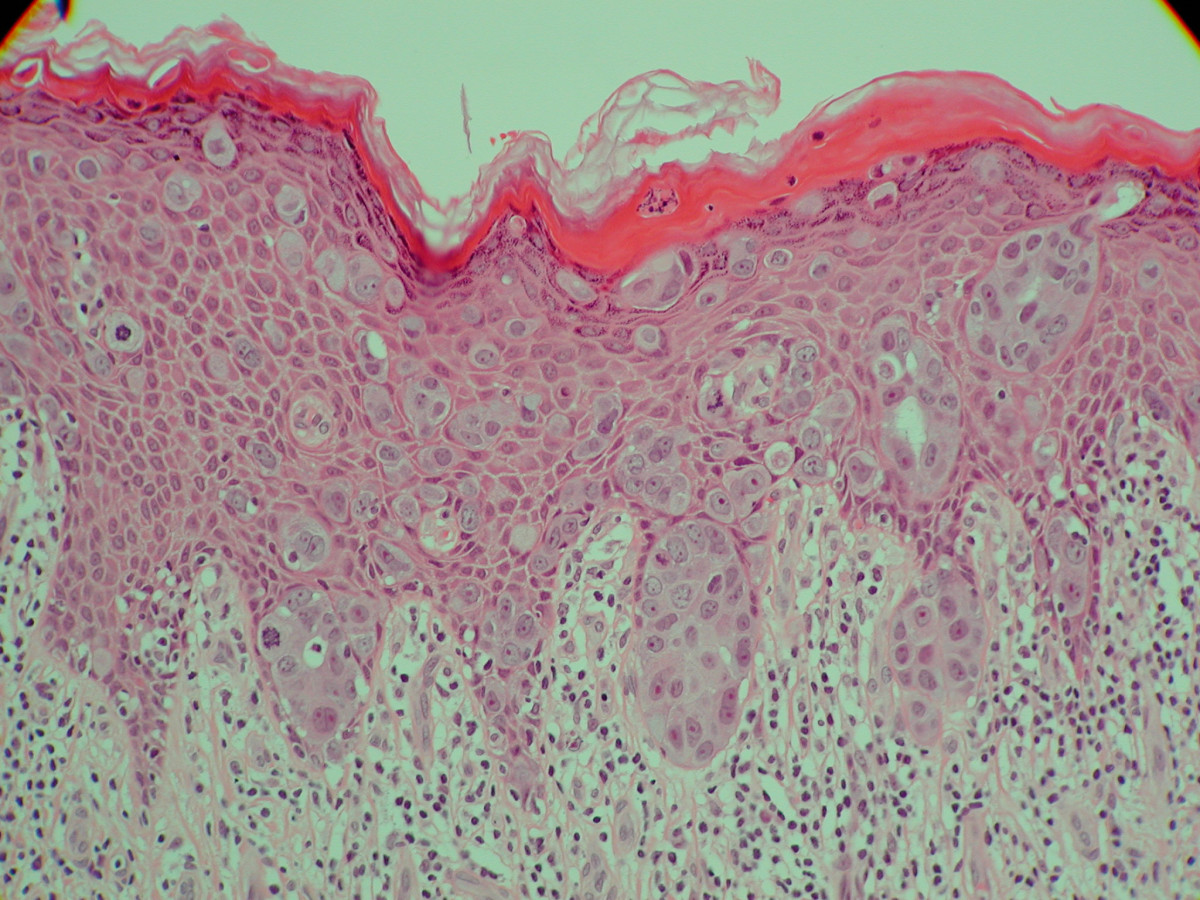
Histologische Hämatoxylin-Eosin-Färbung von Zellen aus obigem Karzinom.

Gelegentlich kommt das Paget-Karzinom auch beim Mann sowie als blasiger Tumor (bowenoide Papulose) außerhalb der Brust, meist im Bereich des Genitales, des Anus oder der Achseln (eventuell mit Befall der apokrinen Schweißdrüsen) vor.
Die Osteodystrophia deformans, auch als Paget-Syndrom, Paget-Krankheit oder Morbus Paget bezeichnet, ist eine Skeletterkrankung und hat mit dem Paget-Karzinom nur den Erstbeschreiber und Namen gemeinsam.
Das Paget-Karzinom wurde 1874 von James Paget in der wissenschaftlichen Literatur mit seinem Artikel über die „Erkrankungen des Warzenhofes als Vorläufer des Brustdrüsenkrebses“ beschrieben. Eine Behandlung bei von in den Brustwarzen entstehendem „Krebs“ wurde bereits im 8. Jahrhundert im Lorscher Arzneibuch aufgeführt.

## Symptome
Der meist einseitige, in der Haut liegende Tumor ähnelt zunächst einer entzündlichen Veränderung, mit krustig-schuppiger, braunroter Hautoberfläche, manchmal nässend, nicht oder wenig schmerzhaft. In diesem Stadium besteht Verwechslungsgefahr mit einem einfachen Ekzem der Brustwarzen, welches aber meist beidseitig auftritt. Mit der Zeit zieht sich dann beim Paget-Karzinom, als ein sehr typisches Anzeichen für Brustkrebs, die Brustwarze ein.

## Ätiologie und Histologie
Es wird davon ausgegangen, dass beim mammären Paget-Karzinom die Zellen von in-situ oder invasiven duktalen Mammakarzinomzellen entstammen, in extramammären Manifestationen besteht Unsicherheit über die Herkunft der Zellen, da hier oft kein CIS oder anderes Karzinom nachgewiesen werden konnte, manche Autoren nehmen aber an, dass es sich auch hier um entartete Drüsenzellen handelt.
Diese These wird unterstützt durch die Zellformen, das intracelluläre Mucin, sowie die vorhandenen glandulären Zytokeratine (zum Beispiel KRT7+KRT19) Zusätzlich werden häufig epitheliale Membranantigene sowie Carcinoembryonische Antigene nachgewiesen.
Im Gewebeschnittbild unter dem Mikroskop zeigen sich eine mäßige Akanthose und Durchsetzung des Stratum basale (oft auch der Milchgänge) mit Pagetzellen. Das sind große Zellen ohne Tonofibrillen mit hellem glykogenreichen Zytoplasma und einem großen, ovalen, hyperchromen Kern.

## Therapie und Prognose
Wird die Krankheit im frühen Stadium erkannt, ist eine chirurgische Entfernung des Tumors meist ausreichend, sonst erfolgt zusätzlich eine Chemotherapie oder Bestrahlung.
Wird die Erkrankung früh erkannt und treten keine Komplikationen auf, bestehen gute Heilungschancen.
Beim Morbus Paget der Vulva wird eine großzügige Exzision im gesunden Gewebe oder die Vulvektomie empfohlen sowie alternativ mit Imiquimod als Immunmodulationstherapie und bei Befall der Brust mit Chemotherapie, Radiotherapie oder Radiochemotherapie behandelt. Auch gab es Therapieversuche mit lokaler Chemotherapieanwendung, Laserbehandlung und photodynamischer Therapie; außerdem zeigen manche Zellen Androgenrezeptoren, was eine Antiandrogentherapie als Möglichkeit der Behandlung erscheinen lässt.
Die Prognose ist abhängig von der gewählten Behandlung und anhand der Seltenheit der Erkrankung und ihrer Assoziation mit anderen invasiven Tumoren schwer bestimmbar.